# Snežna deklica
Snežna deklica je pravljica slovenske pisateljice Branke Hubman. Izšla je leta 2007 pri založbi Knjižni molj. Knjigo je ilustriral Bojan Sumrak.

## Povzetek
Poglavitni razlog za potek zgodbe se pojavi na začetku, ko reven kmet sredi hude zime v pleteni košari najde nebogljeno dete, ki mu osmisli življenje. Sprva je nekoliko zmeden in zaskrbljen, vendar se na dete, ki ga poimenuje Snežna deklica, v hipu naveže. Nudi ji varnost in ljubljenost, obenem pa trdno gara za njuno preživetje. Tudi po nesreči, ki ju doleti (ujma s točo), kmet vztraja. Kasneje se na obisku nepričakovano pojavijo dekličini starši, ki vzamejo svojo hčer in kmeta na svojo posest.

## Glavni literarni liki
Med glavne literarne like sodita kmet in Snežna deklica. Kmet kot izrazit lik zgodbe pooseblja  vztrajnost in voljo, kot zgled odrasle osebnosti pa skrbi za izgradnjo otrokovega hierarhičnega sistema vrednot, ki zaobjemajo sledeče lastnosti: skromnost, varčnost, zadovoljstvo z malim, trud, marljivost ter poštenost. Otroški lik ni sposoben sam spreminjati dogajanja (deklica samo raste); ta naloga pripade odraslemu.
Pripovedovalec je vsevedni.

## Analiza zgodbe
V delu je poudarjena pomembnost starševstva, ki se kaže v skrbnem odnosu kmeta do najdenega deteta, imenovanega Snežna deklica. Pri tem ne manjkajo zli elementi, kot so prevarantski mlinar, zvit in skopuški trgovec ter zlobna sestra dekličine matere. Pravljica bralca sooči z realnim življenjem (predstavljajo ga dolga in mrzla zima, trdo delo kot borba za vsakdanji kruh, razočaranje in zaskrbljenost, ki ju povzroči ujma s točo), čeprav so na mnogih mestih odnosi med literarnimi figurami idealizirani. Izbrana načina razvijanja teme (razlaganje in pojasnjevanje) vključujeta veliko število detajlov. Na nekaterih delih zgodba slogovno ni ustrezna (ponovitev polnopomenske besede iz prejšnje povedi namesto primernejšega kohezivnega sredstva, uporaba mernih pridevnikov ob pomanjševalnicah, ki izražajo majhnost), prisotne so tudi slovnične napake (na primer uporaba dajalnika namesto mestnika, nepravilna uporaba vejice). Opozorjeno je na pomembnost človeške bližine, v zgodbi zasledimo tudi ironijo. Opazen je izrazit kontrast uboštvo (reven kmet) - preobilje (bogati starši). Skozi celotno zgodbo je izpostavljena ideja dobrega, ki je poplačano z dvema gonilnima silama srečnega življenja: z varnostjo in veseljem. Zaključi se s hvaležnostjo ter z zadovoljstvom vseh udeleženih figur, kar sveta otroku ne slika črno-belo (v smislu dobri – slabi), temveč kot zaokroženo celoto, v kateri se različni ljudje odločajo različno. Naklonjenost in ljubezen do otroka prevladata nad bliščem palače.

## Motivno-tematske povezave
Motiv najdenčka se pojavlja tudi drugod v literaturi. Med njimi so: Najdenček (Vesenjak Jože), Najdenček Jokec (Mirko Kunčič), Mojzesovo rojstvo (Zgodbe Svetega pisma) , Pohujšanje v dolini Šentflorjanski (Ivan Cankar), Tarzan (Walt Disney).